# 大橋弘忠
大橋 弘忠（おおはし ひろただ、1952年 - ）は、日本の工学者。工学博士。東京電力社員、東京大学工学系研究科システム創成学専攻教授を務めた。岐阜県出身。

## 略歴
- 1975年 - 東京大学原子力工学科卒業
- 1980年 - 同大学院原子力工学専門課程修了（工学博士）
- 1980年 - 東京電力株式会社
- 1986年 - 東京大学助教授
- 1998年 - 東京大学教授[1]
- 2018年3月 - 東京大学を定年退職[3], 東京大学名誉教授[4]

## 研究
進化システム工学、組織化工学、原子力工学

## 原子力関係の主な活動・発言
- 1999年3月、東京電力が福島第一原子力発電所3号機にMOX燃料を装荷することなどを求めた原子炉設置変更許可申請を通商産業省が認可した際、20人の技術顧問のひとりとして意見を述べた[5]。
- 2005年12月25日、佐賀県主催で開かれた玄海原子力発電所3号機プルサーマル計画についての公開討論会に出席し、プルサーマルを推進する立場で発言。「プルサーマルは現行の軽水炉と同じく安全」、「我々専門家は水蒸気爆発など夢にも考えていない」、「（原子炉）格納容器が破損するなど物理的に考えられない。一億年に一度も無いようなことを問題にする人がいる」、「大隕石が落ちてきたらどうなるか、そういう起きもしない確率についてやっているわけですね」、「プルトニウムを水と一緒に飲んでもすぐ体内から排出される」、「私達のいうことを理解しようともしない」、などと述べた[6]。
- 2008年1月19日、福島県富岡町で開かれた原子力安全・保安院主催のシンポジウム「一日原子力安全・保安院」にパネリストとして出席した。[7][8]
- 2008年、原子力委員会研究開発専門部会委員に就任[9]。
- 2008年、文部科学省に設置された原子力損害賠償制度の在り方に関する検討会国際枠組み検討ワーキング・グループ構成員を務めた[10]。
- 総合資源エネルギー調査会原子力安全・保安部会、原子力施設安全情報申告調査委員会、独立行政法人評価委員会原子力安全基盤機構部会、「中越沖地震における原子力施設に関する調査・対策委員会」など、経済産業省に設置される各種審議会・委員会の委員にしばしば就任している[11]。
- 2010年11月24日に発足した高速増殖炉サイクル実用化研究開発（FaCT）プロジェクトにおいて、山名元とともにプロジェクト評価委員会共同議長に就任、同委員会原子炉ワーキンググループ主査を兼任した[12]。
- 2010年12月、内閣府原子力委員会新大綱策定会議委員に就任。同月21日開催の第1回会議において、事業者・国・安全規制側・地元・国民など利害当事者間の関係は「ガチンコな緊張関係じゃなくて、プロレス的なパラダイムで（一致団結して）議論を進めていくといい」との姿勢を示した[13]。
- 2011年の福島第一原子力発電所事故後、過去の“プルトニウムを飲んでもすぐ排出される”との発言について、週刊現代から取材を受けたが「大学から何も言うなと言われている」として取材には応じなかった[14]。東大のアイソトープ総合センター長で教授の児玉龍彦からは、「東大の教授でプルトニウムを飲んでも大丈夫などと言った者がいるが、とんでもない！」と批判された。
- 2011年10月、北陸電力「原子力安全信頼会議」の委員に就任。2014年末時点で7回の会議が開かれ出席している[15]。
- 文部科学省平成24年度・平成25年度・平成26年度「原子力システム研究開発事業（安全基盤技術研究開発）」プログラムオフィサー[16][17][18]。
- 2012年2月、研究所WEBサイトに「プルサーマル公開討論会に関する経緯について」との文章を掲載（外部リンク参照）。プルトニウムは水に溶けにくいので、仮に人体に入っても外へ出ていく、と述べたのが、それならプルトニウムは飲めるのか、飲んでみろ、となっているらしい。文脈を考えればわかるのに、いまどき小学生でもこんな議論はしないだろう。等の発言を掲載した。
- 2012年10月、原子力規制委員会に設置された原子力施設安全情報申告調査委員会の委員に就任した[19]。

## 著作・論文

### 単著
- 『エネルギーQ&A』ERC出版、2018年3月1日

### 共著・共訳
- 秋山守,大橋弘忠著『超電導エネルギー革命 : クリーン世界と理想的供給源を目指す』 山下出版、1988年8月 ISBN 4-946441-12-3
- 秋山守,大橋弘忠著『次世代の原子力発電』読売新聞社読売科学選書、1991年8月 ISBN 4-643-91070-4
- Y.ダヴィドァ著、大橋弘忠, 浜岡豊共訳『遺伝的アルゴリズム』培風館、1996年 ISBN 4563013838
- 笠木伸英,松本洋一郎,大橋弘忠著『岩波講座現代工学の基礎 ; 空間系 3 計算熱流体力学』岩波書店、2002年12月 ISBN 4-00-010995-2
- 大橋弘忠,古田一雄著、東京大学工学教程編纂委員会編集『東京大学工学教程 システム工学 システム理論I』丸善出版、2015年6月15日
- 大橋弘忠,鳥海不二夫,白山晋著、東京大学工学教程編纂委員会編集『東京大学工学教程 システム工学 システム理論II』丸善出版、2016年9月29日

### 論文・寄稿文
- 大橋弘忠, 「超臨界圧ヘリウム冷却型の核融合炉用超電導マグネットの安定性に関する研究」東京大学 博士論文、甲第5169号、1980年3月29日, NAID 500000276781
- 「エネルギーQ&A」、『エネルギーレビュー』2012年7月号より毎月連載[20]
- 大橋弘忠「高出力ビ-ムによる荷電粒子の加速 (大学における原子力フロンティア研究<特集>)」『原子力工業』第33巻第1号、日刊工業新聞社、1987年1月、p22-26、ISSN 04334035、NAID 40001073140。
- 大橋弘忠, 羽島良一, 近藤駿介「自由電子レ-ザの高調波発振特性〔英文〕」『東京大学工学部総合試験所年報』第48号、東京大学工学部総合試験所、1989年9月、p273-278、ISSN 03713067、NAID 40004086248。
- 茶木雅夫, 大橋弘忠, 秋山守, 文沢元雄「静止空気中に噴出するアルゴンガスの層流円形噴流の数値解析」『日本原子力学会誌』第34巻第6号、日本原子力学会、1992年、526-528頁、doi:10.3327/jaesj.34.526、ISSN 0004-7120、NAID 130003747234。
- 秋山守, 大橋弘忠, 太組健児, 篠原慶邦, 広瀬正史, 伴博之, 粕谷俊郎「原子力発電用スーパーシミュレータ」『日本原子力学会誌』第36巻第2号、日本原子力学会、1994年、103-111頁、doi:10.3327/jaesj.36.103、ISSN 0004-7120、NAID 130003910043。
- 大橋弘忠「新しい熱流動シミュレーションの現状と展開」『日本原子力学会誌』第40巻第6号、日本原子力学会、1998年、442-449頁、doi:10.3327/jaesj.40.442、ISSN 0004-7120、NAID 130003910231。
- 大橋弘忠「流れの微視モデルの数理(フォーラム)」『応用数理』第9巻第3号、日本応用数理学会、1999年、256-259頁、doi:10.11540/bjsiam.9.3_256、ISSN 09172270、NAID 110007390800。
- 大西順也, 陳呈, 大橋弘忠「格子ボルツマン法による固体粒子流れモデル(OS18b 流体の数値計算法の新しい展開)」『計算力学講演会講演論文集』第2004巻、日本機械学会、2004年、395-396頁、doi:10.1299/jsmecmd.2004.17.395、NAID 110004070388。
- 内藤優太, 橋本康弘, 陳Yu, 大橋弘忠「ネットワーク制約を考慮した電力市場シミュレーション」『横幹連合コンファレンス予稿集』第2007巻、横断型基幹科学技術研究団体連合（横幹連合）、2007年、131-131頁、doi:10.11487/oukan.2007.0.131.0、NAID 130004651559。
- 大橋弘忠「プルサーマルとは何か (動き出したプルサーマル)」『エネルギーレビュー』第30巻第1号、エネルギーレビューセンター、2010年1月、7-10頁、ISSN 02892804、NAID 40016935394。
- 大橋弘忠「原子力発電所の設計と評価における地震安全の論理」『日本原子力学会誌』第52巻第11号、日本原子力学会、2010年11月、732-736頁、doi:10.3327/jaesjb.52.11_732、ISSN 18822606、NAID 10026970281。
- 大橋弘忠, 成宮祥介, 宮田浩一, 渡邉憲夫「原子力発電所の地震安全の論理」『安全工学』第49巻第6号、安全工学会、2010年12月、402-405頁、doi:10.18943/safety.49.6_402、ISSN 05704480、NAID 10027618052。
- 成宮祥介, 大橋弘忠, 宮田浩一, 渡辺憲夫, 楠木貴世志「原子力発電所の地震安全:2 原子力発電所の設計と評価における地震安全の論理」『日本原子力学会 年会・大会予稿集』第2011巻、日本原子力学会、2011年、354-354頁、doi:10.11561/aesj.2011s.0.354.0、NAID 130007038256。
- 上子優香, 鳥海不二夫, 吉田光男, 大橋弘忠「情報伝播ネットワークの推定と災害による変化」『人工知能学会全国大会論文集』第2017巻、人工知能学会、2017年、3P1NFC00a2-3P1NFC00a2、doi:10.11517/pjsai.JSAI2017.0_3P1NFC00a2、NAID 130007426433。